# Viaduto Professor Alberto Mesquita de Camargo
O Viaduto Professor Alberto Mesquita de Camargo, conhecido popularmente como Viaduto da Rua da Mooca, é um viaduto localizado na zona leste de São Paulo. Ele liga dois trechos da Rua da Mooca sobre os trilhos da Linha 10 do Trem Metropolitano de São Paulo.
Originalmente, essa ligação era feita por uma passagem de nível, "a porteira da Mooca", uma das principais ligações da zona leste com o centro antes da construção da Radial Leste. Como no local costumava haver muitos acidentes, a passagem chegou a ser fechada em 1967. Ela foi reaberta em 24 de abril, com festa patrocinada por uma fabricante de bebidas, empresa que, segundo o jornal O Estado de S. Paulo, seria "a maior interessada na reabertura das cancelas". Essa ligação foi encerrada em 5 de junho de 1976, quando a RFFSA, que então controlava a linha ferroviária, construiu um muro, fechando a passagem de nível. O motivo alegado para o fechamento foi a construção do prédio do Controle de Tráfego Centralizado da RFFSA no local. O trânsito foi, então, transferido para o Viaduto Alcântara Machado, na Radial Leste.
As mudanças aumentaram os congestionamentos na região, o que levou o então prefeito, Olavo Setúbal, a solicitar estudos para a construção de um viaduto sobre a antiga cancela. "A construção de uma obra viária no local é algo viável, embora dependa de aprofundamento dos estudos globais", explicou o prefeito. Embora o DSV previsse que o novo viaduto ficaria pronto em dois anos, ele levaria vinte anos para ser construído, tendo sua obra iniciado apenas em setembro de 1994, após promessa do então prefeito recém-eleito Paulo Maluf, no início de 1993.
Apesar de Maluf ter prometido a entrega para o fim do primeiro semestre de 1995, o viaduto só seria inaugurado em 8 de fevereiro de 1996. Ele recebeu o nome de Alberto Mesquita de Camargo, um dos fundadores da Universidade São Judas Tadeu, próxima dali. Ele morrera em fevereiro de 1995. Segundo a Prefeitura, a obra de quase cinco milhões de reais deveria desafogar cerca de 15% do tráfego da Radial Leste. Alvo de diversas reivindicações dos moradores e comerciantes da região, quando finalmente foi inaugurado acabou por receber críticas desse mesmo grupo, inclusive de pessoas que antes eram a favor de sua construção.